# 石田雪乃
石田 雪乃（いしだ ゆきの、1988年9月13日 - ）は日本のファッションモデルである。所属事務所はチェルシー・エンターテインメント。愛称はゆっきー。大阪府大阪市出身。B型。

## 人物
中国人の母を持つ、日本人と中国人のハーフ。
主にモデルやキャンペーンガールとして活動、テレビ出演もこなす。
モデル業に留まらず、軽妙でユニークな話術を活かし、イベントでの司会などもこなす。
幼い頃より、日常生活はすべて英語で話すという両親の徹底した英語環境もあって英語が堪能。また、広東語は日常会話程度のみ話すことができる。
利き腕は、食事をする時は右利きだが、字は左右どちらでも字が書ける。疲れたら書く手を左右入れ替えながら書く。
お気に入りのブランドは、PRIVATE LABEL、JILL by JILLSTUART、LIZ LISA
腕時計は、オメガのデ・ビル　クロノグラフ レディースと、父親の形見である、ロレックスのシードウェラーを愛用している。
カラオケが大好きで、邦楽･洋楽を問わず、レパートリーは200曲にのぼる。エアロスミスの熱狂的ファンという事は、モデル業界では有名な話。
無類のハードロック・ギター好きとしても知られ、4人組のハードロックバンド「PAZZO」のメンバーで、ギタリストとして参加している。また同ロックバンドのオリジナル曲の作曲も担当。あるレーベルからは数億円もの契約金を提示され、専属契約を持ちかけられる。しかし本人は「音楽が仕事になると、いいモノが作れない」という理由からそれを拒否。あくまで音楽は趣味とするというポリシーを持っている。
宇都宮まき、南海キャンディーズの二人と交友があり、特にしずちゃんとは時々一緒に食事したりする仲。

## エピソード
定期的に一人で路上ライブを行う。路上ライブではアコースティックギターを爪弾き、歌い上げる。その反対に、バンドでの演奏時は、激しいギターリフとパフォーマンスを見せる。その激しいギャップから、一時期「石田雪乃双子説」が出たことがある。
自他共に認める大食いで、食べ放題のお店が好き。自称「食べ放題評論家」と自ら言っている。食材によって原価が違うので、食べ放題のお店においてより得をするため、注文の際に、店員から原価の高い食材（またはそれを使った料理）を聞き出して食べる。
また、地元大阪では、お店が食べ放題として提供可能な許容量をはるかに超え、仕入れ原価を大きく上回る量を食べたため、お店側から「これ以上食べられるのなら力士料金を頂くことになります」と言われたことがある。

## 出演

### テレビ
- おはよう朝日です（朝日放送）
- なるトモ!（読売テレビ）
- マヨブラ（読売テレビ）
- まいど！ワイド！わが町ネットワーク（ジェイコムウエスト）

### 雑誌
- Zipper（祥伝社）
- CUTiE（宝島社）
- S Cawaii!（主婦の友社）
- BURRN!（シンコーミュージック・エンタテイメント）
- 関西ウォーカー（リクルート）

### イベント
- 毎日放送･オーサカキング、ダンサー（2007年 - ）
- 大阪モーターショー、日産自動車キャンペーンガール（2008年 - ）
- au by KDDI、Creat! LISMOキャンペーンガール（2009年1月 - ）

### CM
- ダイキン工業（2009年6月 - ）
- 伊藤園（2009年6月 - ）
- クアーズ・ジャパン（2009年7月 - ）

### ネット配信
- GyaOジョッキー（番組名未定、2009年9月1日スタート）[5]